# Wolfgang Carl Briegel
Wolfgang Carl Briegel (Königsberg, 21 maggio 1626 – Darmstadt, 19 novembre 1712) è stato un musicista e compositore tedesco.

## Biografia[1]
Da ragazzo frequentò la scuola a Norimberga e cantò nel coro della Frauenkirche. Più tardi studiò all'Università di Altdorf e diventò organista presso la chiesa di St. Johannis nonché insegnante di scuola elementare a Schweinfurt. Nel 1650 il duca Ernesto il Pio lo invitò alla sua corte a Gotha come cantore e insegnante di musica per la sua famiglia, dove poi fu promosso a Maestro di cappella (Kapellmeister). Briegel diventò molto conosciuto a Gotha per il suo lavoro e fu lì che conobbe Johann Rudolph Ahle ed i membri della famiglia Bach.
Nel 1671, la figlia maggiore del duca Ernesto, moglie del langravio Luigi VI d'Assia-Darmstadt, chiamò Briegel a Darmstadt come Kapellmeister, dove rimase fino alla morte. Negli ultimi anni della sua vita fu assistito da Christoph Graupner e Ernst Christian Hesse.

## Musica
Briegel fu prolifico nella sua attività di compositore di musica sacra, completando 24 collezioni pubblicate tra il 1654 e il 1709.
Egli scrisse anche vari pezzi di scena come balletti ed alcune opere secolari.
Attirò l'attenzione con la pubblicazione del suo Evangelische Gespräch, un insieme di cantate per l'anno liturgico in varie forme: assoli, cori e corali.
Un altro gruppo di sue opere, l'Evangelischer Blumengarten, è un insieme di mottetti e canti corali meditativi.

## Opere
Lavori di scena
- Von den freien Künsten, balletto, 2 luglio 1661, Gotha
- Musikalischer Freudenwunsch, balletto, 1 Oct 1665, Gotha
- Wedding ballet, 5 Dec 1666, Gotha
- Das verliebte Gespenst, opera, 1673, Darmstadt
- Triumphierendes Siegespiel der wahren Liebe (comédie, 1, J. Mylius), 8 giugno 1673, Darmstadt
- Das verbesserte Parisurteil, opera-balletto, 6 Jan 1674, Darmstadt
- Die beglückwünschte Majorennität des Fürsten, 22 June 1676, Darmstadt
- Quadriga activa, brano festival, 25 Jan 1677
- Bewillkommende Frühlingsfreude, balletto, 6 May 1683
- Das Band der beständigen Freundschaft, singspiel, 8 May 1683, Darmstadt
- Die siegende Weisheit, 8 gennaio 1686
- Die wahren Seelenruhe oder gekrönte Eustathia, tragi-commedia, maggio 1686, Darmstadt
- Die triumphierende Tugend, opera-balletto, 29 luglio 1686, Darmstadt
- L'enchantement de Medée, balletto, 11 Nov 1688, Darmstadt
- Tugendgespräch, commedia allegorica, 19 Nov 1700

Cantate
- Evangelische Gespräch I–III, 5–10vv (Mühlhausen and Darmstadt, 1660–81); no.6 of vol.iii ed. F. Noack, Kirchenmusik der Darmstädter Musiker des Barock, iii (Berlin, 1955)
- Evangelischer Blumengarten I–IV, 4vv, bc (Gotha, 1660–69); 6 pieces ed. K. Ameln and H. Kümmerling, Biblische Motetten für den Kirchengesang (Kassel, 1970)
- J.S. Kriegmanns Evangelisches Hosianna, 1–5vv, insts, bc (Frankfurt, 1677); no. 5 ed. F. Noack, Vier kleine Kantaten (Wolfenbüttel, 1961), no.25 ed. E. Noack, Drei kleine Kantaten (Berlin, n.d.)
- Musicalische Trostquelle, 4vv, 2/4 vn, bc (Darmstadt, 1679)
- Musicalischer Lebensbrunn, 4vv, 4 insts, bc (Darmstadt, 1680)
- Christian Rehefelds evangelischer Palmenzweig, 1–5vv, 2–5 insts, bc (Frankfurt, 1684); nos.15, 44, 56 ed. F. Noack, Vier kleine Kantaten (Wolfenbüttel, 1961)
- J.G. Braunens, Cithara Davido-Evangelica, 4vv, 2 vn, bc (Giessen, 1685); no.62 ed. E. Noack, Drei kleine Kantaten (Berlin, n.d.)
- Concentus apostolico-musicus, 3, 4vv, 2 vn, bc (Giessen, 1697)

Musica sacra corale
- Psalter Davids, Teil I, 4vv (Gotha, 1654)
- Geistlicher musikalischer Rosengarten, 1–5vv, insts (Gotha, 1658)
- Geistlicher Arien, Teil I, 1, 2vv, 2 and more vn, bc (Gotha, 1660)
- Geistlicher Arien, Teil II, 1, 2vv, 2 and more vn, bc (Mühlhausen, 1661)
- Die Verschmähete Eitelkeit [songs after J. Rist] (Gotha, 1669), lost
- Geistliche Oden Andreae Gryphii, 1v, 2 vn, bc (Gotha, 1670); facs. in Thomas
- Zwölf madrigalische Trostgesänge, 5, 6vv (Gotha, 1670–71)
- Geistliche Gespräche und Psalmen, 6vv, bc (Gotha, 1674)
- Das grosse Cantional oder Kirchen-Gesangbuch (Darmstadt, 1687) [ed., with H. Müller]
- Des Königs und Propheten Davids sieben Busspsalmen, 6vv/4vv, 2 vn, bc (Gotha, 1692)
- Letzter Schwanen-Gesang, 4, 5vv, bc ad lib (Giessen, 1709)
- Ten wedding and funeral songs, 2–6vv, insts (Gotha, 1653–70)
- One funeral song, 4vv (Darmstadt, 1678)
- Three funeral songs, 5vv (n.p., 1664–79)

Composizioni strumentali
- 10 Paduanen, 10 Galliarden, 10 Balletten, 10 Couranten, a 3, 4 (Erfurt, 1652)
- Intraden, Sonaten, a 4, 5 (Leipzig and Erfurt, 1669)
- Allemanden und Couranten (Jena, 1664); facs. edn 1970
- Musikalisches Tafelkonfekt, 4vv, 2 vn, bc (Frankfurt, 1672)
- Musikalischer Erquickstunden, 4vv, str, bc (Darmstadt, 1679); lost
- MSS organ works, D-Dl; 8 fugues, ed. W. Krumbach, Die Orgel, ii/19 (Leipzig, 1962)